# Alexandre Jaffray
Pour les articles homonymes, voir Jaffray.
Alexandre Jaffray est un compositeur, producteur et chroniqueur français né à Conflans-Sainte-Honorine en 1967.

## Filmographie

### Compositeur
- 1995 : Des hommes avec des bas
- 1997 : Francorusse
- 2000 : Le Monde de Marty
- 2004 : L'Abbaye du revoir
- 2006 : Nos amis les Terriens
- 2007 : L'Envie des autres
- 2007 : Roman de gare
- 2009 : Le Séminaire
- 2010 : Monsieur Julien
- 2010 : Ma femme, ma fille, 2 bébés (épisode 1)
- 2011 : Amoureuse
- 2011 : L'Attaque
- 2011 : Ma femme, ma fille, 2 bébés (épisodes 2 et 3)
- 2011 : Au bistro du coin
- 2011 : I love Périgord
- 2012 : Il était une fois… Peut-être pas
- 2012 : Un plan parfait[1][réf. non conforme]
- 2014 : Hôtel de la plage (série)
- 2014 : Origines (série)
- 2015 : Meurtres en Bourgogne
- 2018 : Speakerine (série)
- 2020 : Pourquoi je vis

### Scénariste
- 2000 : Le Monde de Marty

### Superviseur musical
- 2010 : L'Arnacœur

## Télévision
En 1998, il présente l'émission Private Jack sur MCM, ainsi qu'une émission consacrée à l'emploi sur La Cinquième : TAF. Ensuite, il reprend la présentation d’En juin ça sera bien sur La Cinquième. En 1999, durant un an et demi, il présente l'émission hebdomadaire Le Magazine ciné sur La Cinquième, réalisée par Patrick Dedole, puis anime une chronique musicale dans l'émission de Laurent Bignolas Télématin, sur France 2 (le mercredi et le vendredi)[Quand ?].
Il a co-composé avec Gilles Facerias de nombreux génériques d'émission : Silence, ça pousse ![réf. non conforme], L'Édition spéciale[réf. non conforme], Scènes de ménages[réf. non conforme], etc., la bande originale de longs-métrages tels que Le Séminaire (Caméra Café 2) de Charles Nemes, Roman de Gare de Claude Lelouch, Nos amis les terriens de Bernard Werber… ainsi que l'identité sonore de grandes chaînes de télévision : TF1, France 2, TFX…

## Théâtre
Depuis 2018, il présente son seul en scène « Le son d’Alex » (mis en scène par David Salles), stand-up musical et autobiographique à travers la France.

## Récompense
- 2012 : meilleure musique pour Il était une fois… peut-être pas au Festival de la fiction TV de La Rochelle[7].